# Сшиватели
Сшиватели (англ. Stitchers) — американский фантастический и криминальный сериал, который выходит на американском телеканале ABC Family. Шоу официально запустили 29 сентября 2014 года; премьера состоялась 2 июня 2015 года. 16 сентября 2017 года Freeform закрыл сериал после трех сезонов.

## Описание
Кирстен Кларк, студентку с редкой болезнью «временная дисплазия», берут на работу в подразделение АНБ, занимающееся копанием в мозгах недавно умерших людей, которые совершили преступления или были в них замешаны.

## Состав сериала
Основной:
- Кирстен Кларк (Эмма Ишта) — студентка Калифорнийского технологического института, нанятая тайной программой «Сшивателей».
- Кэмерон Гудкин (Кайл Харрис) — блестящий невролог, который является частью программы «Сшиватели».
- Линус Ахлувалия (Ритеш Раджан) — биотехнический инженер и техник связи в программе.
- Мэгги Баптист (Салли Ричардсон-Уитфилд) — лидер «Сшивателей».
- Камилла Энгельсон (Эллисон Скальотти) — соседка Кристен и одарённая аспирантка факультета информатики.
- Куинси Фишер (Дэймон Дэйуб) — детектив.

Эпизодический:
- Кирстен Кларк в детстве (Кейли Куинн)
- Лесли Тёрнер (Одед Фер)
- Марта Родригес (Тиффани Хайнс)

## Реакция
«Сшиватели» получили смешанные отзывы от критиков. На Rotten Tomatoes первый сезон получил 29 % на основе 14 отзывов. На Metacritic первый сезон имеет балл 48 из 100, основанный на оценках 9 критиков.